# Josef Veselý (1827)
Josef Veselý (7. listopadu 1827, Brtnice – 5. září 1887, Luhačovice) byl český římskokatolický duchovní.

## Biografie
Josef Veselý se narodil v roce 1827 v Brtnici, vysvěcen byl v roce 1853 a odešel do Babic, kde začal působit na pozici kaplana, farářem se v babické farnosti stal v roce 1857. V Babicích v tu dobu stál téměř rozbořený kostel a po několika letech se právě Josef Veselý zasadil o to, aby byl kostel upraven. V roce 1862 pozval komisi, která konstatovala, že kostel by měl být pouze drobně opraven, Josef Veselý pak jednal dál a zajistil, aby památka postavená v přechodném románsko-gotickém slohu mohla být zbourána a nahrazena novostavbou. V roce 1863 pak začala stavba kostela a následně pak v roce 1864 byl kostel dokončen.
V roce 1871 pak byl Veselý jmenován čestným konsistorním radou a v roce 1885 se stal děkanem jaroměřické diecéze, jako duchovní v Babicích však působil až do své smrti v roce 1887. Zemřel v Luhačovicích a pohřben byl v Babicích.